# Vanessa annabella
Vanessa annabella  (лат.) — вид бабочек из рода Ванессы, семейства Нимфалиды. Один из трех представителей рода, обитающих в Северной Америке. Отличительной чертой данного вида являются покрытые густыми волосками передние ноги, напоминающие щеточки.

## Описание
Размах крыльев 38 — 57 мм. Верхняя сторона крыльев оранжево-коричневого цвета с оранжевыми пятнами на коричневой перевязи у наружного края переднего крыла. Задние крылья с 3 или 4 синими пятна у прикраевой каймы. Нижняя сторона крыльев со сложным рисунком.

## Место обитания
Vanessa annabella распространена в Северной Америке, на западном побережье, на территории США и Канады. На территории последней, бабочки данного вида встречаются только в провинциях Британская Колумбия и Альберта.

## Кормовые растения гусениц
Растения семейства Мальвовые, включая Lavatera, Sphaeralcea, Malvastrum, Malva, Sida, Sidalcea, Althea.

## Галерея

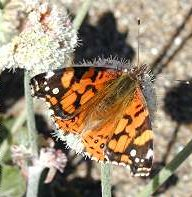